# 塚崎祐平
塚崎 祐平（つかざき ゆうへい、1986年7月11日 - ）は、日本の元男子バレーボール選手。

## 来歴
北海道恵庭市出身。東海大学付属第四高等学校時代、2004年高校3年時に春高バレーでベスト4入り。同年に全日本ジュニアに選ばれている。
高校を卒業後、2005年に東海大学へ進学する。同期生に清水邦広。1年時から試合に出て、全日本インカレでは2005年から3年連続で決勝進出し2006年には優勝に輝く。2008年4年時には清水が全日本選出のため不在の中、チームリーダーとして活躍した。
2009年2月からJTサンダーズに加入した。同期入団に國近公太。2010年には全日本登録メンバーに選ばれた。
2018/19シーズンをもってJTを退団。

## 球歴
- 全日本代表 - 2010年-

## 所属チーム
- 東海大学付属第四高等学校
- 東海大学
- JTサンダーズ（2009-2018年）